# Evans Yamoah
Cadman Evans Dufu Yamoah (Accra, 6 giugno 2000) è un altista ghanese.

## Biografia
Ha iniziato a praticare l'atletica leggera a livello agonistico quando era studente presso l'Università del Ghana, dove si distinse per le doti di saltatore in alto. Si trasferisce poi negli Stati Uniti per proseguire gli studi presso l'Università del Missouri Centrale, gareggiando con la maglia della squadra di atletica leggera dei Mule.
Nel 2024 prende parte ai Giochi panafricani di Accra, dove conquista la medaglia d'oro nel salto in alto con la misura di 2,23 m, a un centimetro dal record nazionale ghanese stabilito nel 1996 dal connazionale Awuku Boateng. Tre mesi dopo torna in pedana ai Campionati africani di atletica leggera di Douala, chiudendo la gara in settima posizione dopo aver superato l'asticella posta a 2,05 m.

## Progressione

### Salto in alto
| Stagione | Misura | Luogo         | Data      | Rank. Mond. |
| -------- | ------ | ------------- | --------- | ----------- |
| 2024     | 2,23 m | Accra         | 22-3-2024 |             |
| 2023     | 2,21 m | Pueblo        | 27-5-2023 |             |
| 2022     | 2,05 m | Kumasi        | 2-4-2022  |             |
| 2018     | 1,95 m | Port Harcourt | 8-11-2018 |             |

## Palmarès
| Anno | Manifestazione      | Sede   | Evento        | Risultato | Prestazione | Note |
| ---- | ------------------- | ------ | ------------- | --------- | ----------- | ---- |
| 2024 | Giochi panafricani  | Accra  | Salto in alto | Oro       | 2,23 m      |      |
| 2024 | Campionati africani | Douala | Salto in alto | 7º        | 2,05 m      |      |